# Warre Van Damme
Warre Van Damme, né le 14 janvier 2003, est un patineur de vitesse sur piste courte belge.

## Carrière

### Championnats d'Europe 2024
Aux Championnats d'Europe de patinage de vitesse sur piste courte 2024 à Gdańsk, il est médaillé d'argent avec le relais masculin.

## Palmarès

### Championnats d'Europe
- Gdańsk 2024 :
  -  Médaille d'argent en relais masculin.